# Riadh Mouakher
Riadh Mouakher, né le 31 juillet 1963 à Sfax, est un médecin et homme politique tunisien.

## Biographie

### Études
Riadh Mouakher obtient en 1981 un baccalauréat en sciences et mathématiques au lycée de garçons de Sfax. Il obtient, en 1989, un doctorat en médecine et, en 1994, un diplôme de spécialité médicale en anesthésie et réanimation des facultés de médecine de Tunis et de Paris[Laquelle ?],.

### Carrière professionnelle et associative
Il est enseignant-assistant à la faculté de médecine de Tunis et médecin interne à l'hôpital militaire de Tunis, jusqu'en 1992. De 1991 à 1995, il est médecin résident et chef de clinique dans plusieurs hôpitaux à Tunis et Paris. De 1995 à 1998, il est maître-assistant en médecine à la faculté de médecine de Tunis. Il est aussi médecin anesthésiste-réanimateur à l'hôpital militaire de Tunis de 1994 à 1998,. Il entre ensuite dans le secteur privé, comme médecin anesthésiste-réanimateur de libre pratique.
Mouakher est aussi président de l'association Leo Club et membre de l'association Lions Clubs.

### Membre fondateur d'Afek Tounes et député
Après la révolution de 2011, Mouakher est membre fondateur d'Afek Tounes, fondé le 28 mars 2011. Il est membre du premier comité directeur du parti, puis membre de son bureau politique,.
Lors des élections législatives du 26 octobre 2014, il est élu député à l'Assemblée des représentants du peuple dans la deuxième circonscription de Tunis. Il est alors membre de la commission de l'industrie, de l'énergie, des ressources naturelles, de l'infrastructure et de l'environnement, ainsi que de la commission de la sécurité et de la défense.

### Ministre
Le 27 août 2016, il devient ministre des Affaires locales et de l'Environnement dans le gouvernement de Youssef Chahed. Il est alors remplacé à son siège de député par Hager Ben Cheikh Ahmed, également membre d'Afek Tounes.
Le 5 novembre 2018, lors d'un remaniement ministériel, Riadh Mouakher décide de quitter son poste de ministre et informe qu'il va retravailler dans son domaine initial, la médecine,. Toutefois, le 19 novembre, il est nommé secrétaire général du gouvernement,, poste qu'il occupe jusqu'au 12 octobre 2019.
En 2019, il rejoint les rangs d'un nouveau parti, Tahya Tounes.

### Vie privée
Riadh Mouakher est marié et père de deux enfants.